# Дретя
Дретя (рум. Dretea) — село у повіті Клуж в Румунії. Входить до складу комуни Менестірень.
Село розташоване на відстані 351 км на північний захід від Бухареста, 38 км на захід від Клуж-Напоки.

## Населення
За даними перепису населення 2002 року у селі проживали 120 осіб.
Національний склад населення села:
| Національність | Кількість осіб | Відсоток |
| -------------- | -------------- | -------- |
| румуни         | 108            | 90,0%    |
| цигани         | 10             | 8,3%     |

Рідною мовою назвали:
| Мова      | Кількість осіб | Відсоток |
| --------- | -------------- | -------- |
| румунська | 108            | 90,0%    |
| циганська | 10             | 8,3%     |